# Carrión de los Céspedes (stacja kolejowa)
Carrión de los Céspedes (hiszp. Estación de Carrión de los Céspedes) – stacja kolejowa w Carrión de los Céspedes, w prowincji Sewilla, we wspólnocie autonomicznej Andaluzja, w Hiszpanii.
Jest obsługiwana przez pociągi Media Distancia Renfe.

## Położenie stacji
Znajduje się na linii kolejowej Sewilla – Huelva o rozstawie iberyjskim w km 45,8, na wysokości 85 m n.p.m., pomiędzy stacjami Escacena i Benacazón.

## Historia
Stacja została otwarta dla ruchu w dniu 15 marca 1880 wraz z uruchomieniem linii kolejowej Sewilla-Huelva. MZA było odpowiedzialne za budowę linii. W 1941 roku, w wyniku nacjonalizacji kolei w Hiszpanii, MZA stało się częścią nowo utworzonego RENFE. Od 31 grudnia 2004 Adif jest właścicielem obiektu.

## Linie kolejowe
- Sewilla – Huelva

## Połączenia
| Linia MD | Pociągi | Z/Do    |  | Do/Z   |
| -------- | ------- | ------- |  | ------ |
| 72       | MD      | Sevilla |  | Huelva |